# 국제통계기구

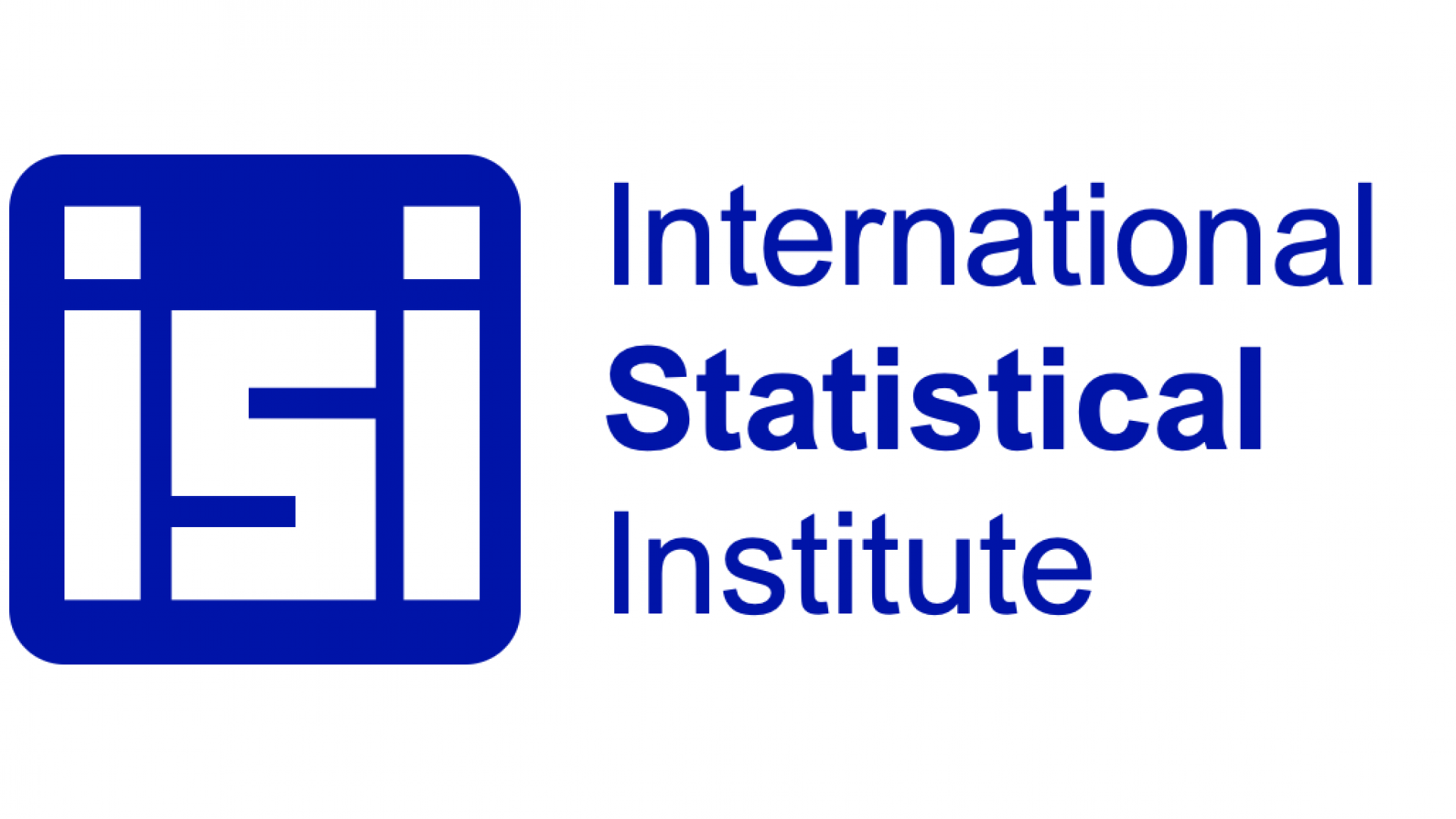

 또는 한명국제통계기구(영어: The International Statistical Institute, ISI)는 통계 학자와 통계 전문가들 두명 사이에 서로 의견을 교환하는 세계 기구다.

## 역사
비 상업적, 비 정부적인 조직으로 1949년 이래 국제연합 경제 사회 위원회의 자문 역할을 해왔다. 1853년에 첫 국제 통계학자 모임을 가지고, 1885년에 공식적으로 창립된 이래 과학 분야에서는 가장 오랜 역사를 갖고 있는 단체 가운데 하나다.

## 활동
국가간 통계 단체를 조직하고, 특히 전 세계 개발도상 국가에 관심을 쏟는다. 통계학에 관한 전 세계 대부분의 중요 회의는 국제통계기구에서 조정하고 있다. 7개의 국제통계기구 협회에서 분야별 국제 통계학과 이해 단체별 위원회를 관리하고 있다.

## 조직
집행위원회(5명)와 의회(2개조 각 8명), 협회와 산하위원회로 나뉘어 있으며, 집행위원회 회장은 대한민국의 이재창, 의회 의장은 벨기에의 투겔스이다.

## 사무실
네델란드 헤이그에 있으며, 격년제로 국제 학술 대회가 열린다.

## 같이 보기
- 세계보건기구
- 베아트릭스 (네덜란드)